# Senta brunnea
Senta brunnea là một loài bướm đêm trong họ Noctuidae.